# Poma 2000 van Laon
De Poma 2000 van Laon, afgekort ook Poma genoemd, is een Frans licht, geleid en automatisch vervoersysteem op banden. Het is een vorm van vervoer op korte afstand (people mover) afgeleid van een kabelspoorweg en ontwikkeld door het bedrijf Pomagalski. Het betreft een prototype van mini-metro.
Dit vervoersysteem was van 1989 tot 2016 in dienst in Laon, een in het noordoosten van Frankrijk gelegen stad. Het verbond de stationswijk met de bovenstad. In 2009 onderging het enkele vernieuwingen voor een bedrag van € 9,6 miljoen. De eerste vernieuwde cabine met de nieuwe TUL-kleurstelling werd op 4 februari 2009 ingehuldigd, op de dag af twintig jaar na de eerste indienststelling van de Poma. Aan de vooravond van een tweede renovatie, besliste men op 7 juli 2016 om de lijn op 27 augustus 2016 's avonds te sluiten.

## Geschiedenis

### Ontstaan van het project

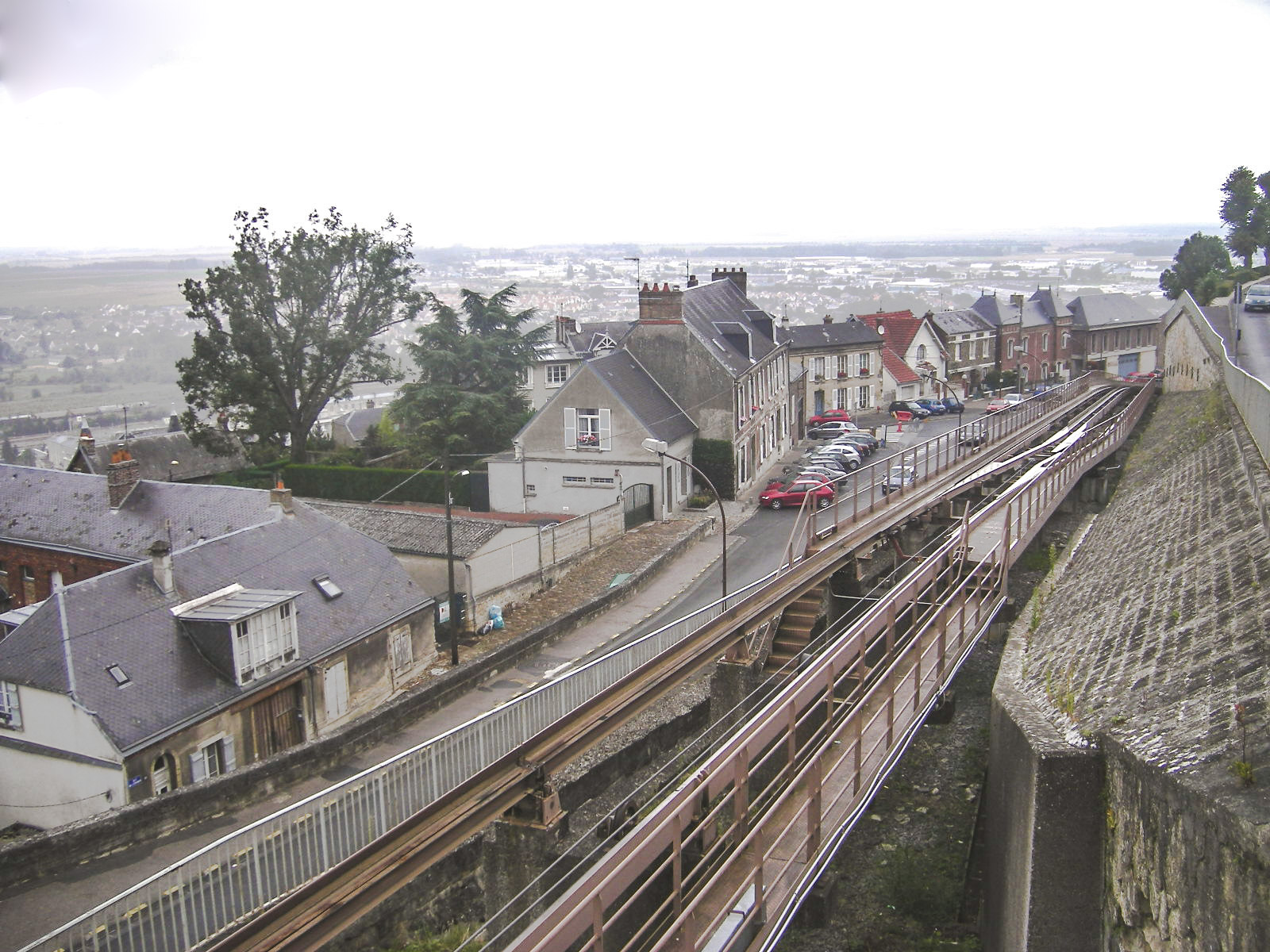
De op de voormalige trambedding geplaatste sporen van de Poma 2000

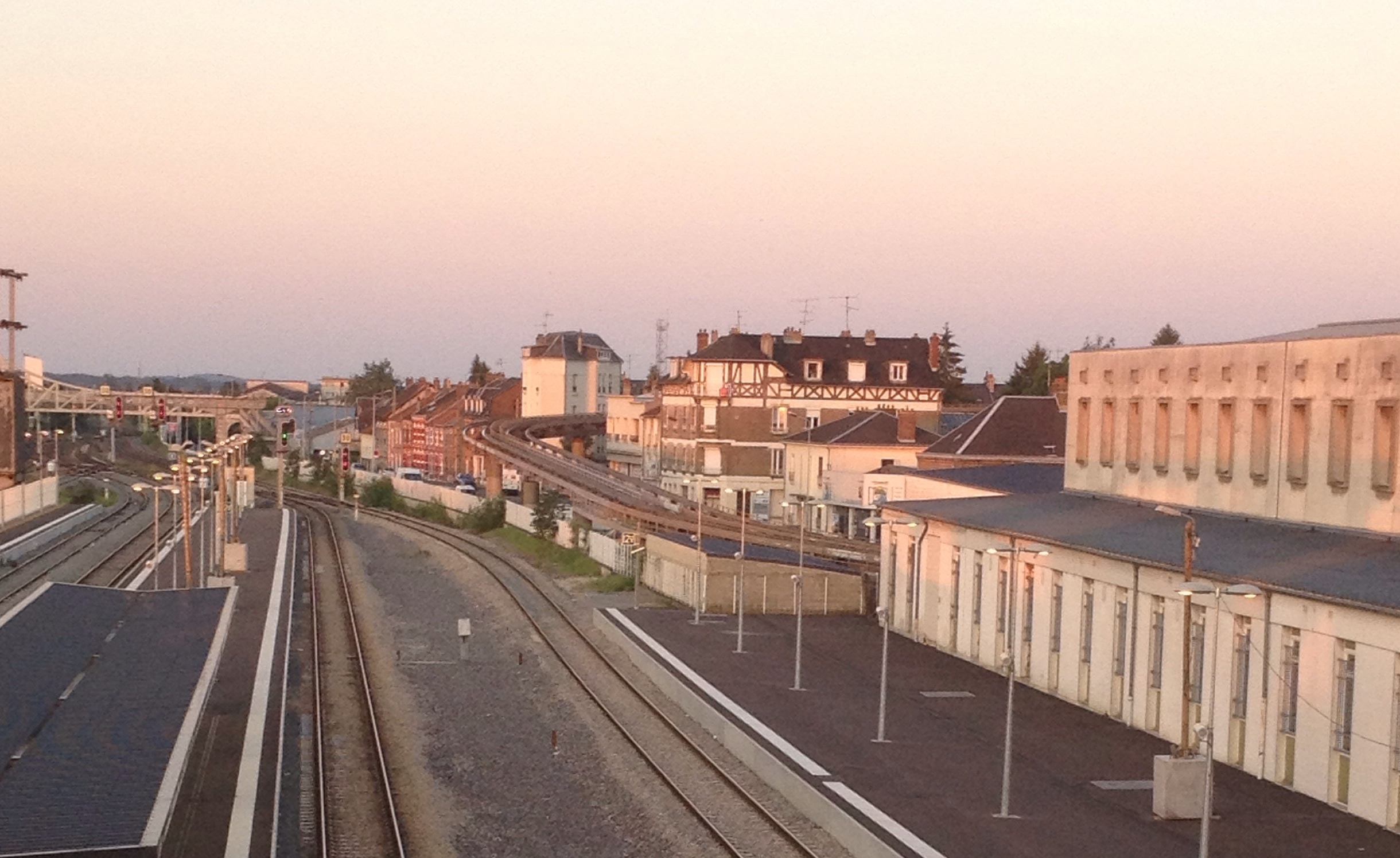
De sporen van de Poma 2000 gezien vanop de loopbrug van het station van Laon

Op 9 juli 1899 werd in Laon een tram met tandrad in dienst genomen tussen het station en de bovenstad. Wegens de ouderdom werd het systeem op 27 januari 1971 stilgelegd.
De tram ruimde plaats voor zes buslijnen waarvan er vijf het plateau bedienden. Het busvervoer werd door de reizigers echter niet geapprecieerd omwille van het gebrek aan comfort en meer bepaald het groot aantal bochten. Het gebruik van het openbaar vervoer ging fel achteruit en viel terug tot slechts de helft van het vroeger aantal gebruikers. Intussen nam het autogebruik toe. De stad Laon, met op dat ogenblik Guy Sabatier en vanaf 1977 Robert Aumont als burgemeester, wilde zijn vervoernet reorganiseren en dat met een succesvolle verbinding tussen het station en de bovenstad als ruggengraat.
In de loop van de jaren 1970 voerde het ministerie van Verkeer een beleid dat gericht was op de uitbouw van het stedelijk openbaar vervoer op eigen bedding. Dit leidde tot de financiering van automatische systemen zoals de volautomatische metro VAL in Rijsel, het ARAMIS-systeem (agencement en rames automatisées de modules indépendants en stations) ontwikkeld door het Parijse vervoerbedrijf RATP en Matra Transport maar nadien verlaten, en het Poma 2000-systeem. Dit laatste werd ontwikkeld door het gelijknamige bedrijf, dochter van de firma Pomagalski uit Grenoble en gekend voor de constructie van skiliften, en door Creusot-Loire Entreprise. Vanaf 1972 werkte het ministerie van Verkeer samen met Poma 2000 aan de ontwikkeling van een automatisch voertuig dat voortgetrokken zou worden per kabel, net zoals een kabeltrein, en rijdend over een metalen weg. Doel van dit nieuw systeem was om de investerings- en exploitatiekosten te verminderen in vergelijking met bestaande systemen, zich goed in te passen in de steden en de kabel te gebruiken om grote hoogteverschillen te overwinnen.
Vanuit het standpunt van de verkozenen van Laon, was de mini-metro Poma 2000 om verschillende redenen ideaal gebleken: het was een automatisch systeem dat de inzet van personeel beperkte en toch een hoge frequentie kon aanbieden. De kabelaandrijving was aangepast aan het aanzienlijke hoogteverschil tot 13 % over een afstand van slechts 1.500 meter. Ten slotte zouden de aanlegkosten beperkt worden door het hergebruik van infrastructuur (viaducten en tunnels) van de voormalige tram.
Op 28 november 1980 ondertekenen de Franse staat en de gemeente een overeenkomst om de Poma 2000 in Laon te ontwikkelen. De keuze voor het traject en het meten van de effecten waren belangrijke stappen van het project, en verschillende hypothesen werden bekeken. De keuze viel op een lijn tussen de bovenstad en het station met één tussenliggende halte: Boulevard de Lyon (nadien station Vaux). Het tracé kwam overeen met dat van de tram met uitzondering van het gedeelte station - Boulevard dat in overhang zou komen te liggen ten opzichte van de weg en de halte Hôtel de Ville die verplaatst werd tot achter het stadhuis daar waar de tramhalte zich aan de voorzijde bevond. Omwille van financiële redenen werd afgezien van een verlenging van de lijn naar de Cité des Cheminots.
De aangezochte administraties (Departementele commissie voor de sites, Departementele commissie voor vastgoedtransacties en architectuur, Kamer van Koophandel en industrie en Departementele directie van de infrastructuur) gaven een positief advies. De prefect van het departement Aisne opende een openbaar onderzoek, dat elke burger toeliet om op het stadhuis zijn mening achter te laten en inwoners die het project niet gunstig gezind waren hun grieven te ventileren. Op 16 maart 1981 werd het project van openbaar nut verklaard. Als gevolg van deze beslissing, zou de Staat het project voor 87,2% financieren en het opvolgen als proeftuin.

### Bouw

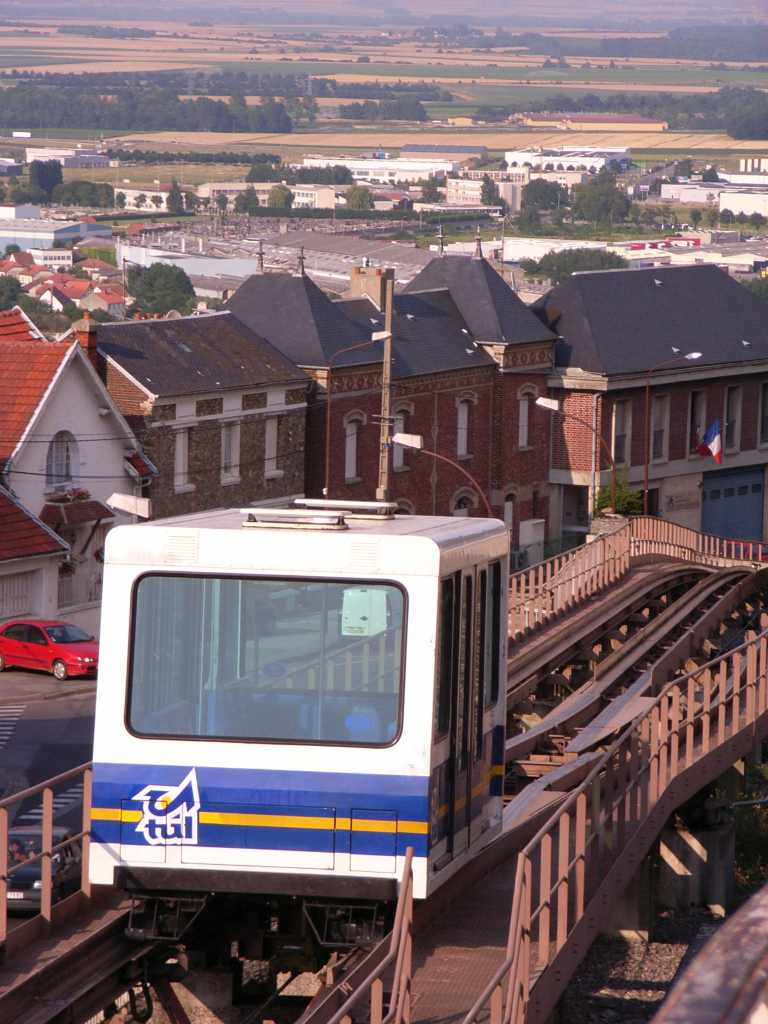
De Poma 2000 in zijn oude kleurstelling

De bouw van de Poma 2000 gebeurde in drie fasen:
- de eerste stap was de studiefase van het systeem, tussen 1978 en 1981;
- de tweede fase tussen 1982 en 1985 omvatte de bouw van een traject van 750 meter tussen het stadhuis en het viaduct alsook de eerste testen;
- de derde fase tussen 1986 en 1989 bestond uit de bouw van de lijn en de testen die voorafgingen aan de opening van de lijn.

Om de werken tot een goed einde te brengen, koos de stad Laon de bedrijven Poma 2000 en Creusot-Loire Entreprise als bouwheren. In 1984 werd laatstgenoemde overgenomen door de Technip-groep die opteerde om de vervoertak af te stoten. De werf kon desondanks worden verdergezet door de overname van de opdracht door de Société générale de techniques et d’études, een groep van onderaannemers die reeds betrokken waren bij de eerste twee fasen. Het bedrijf Pomagalski, in zijn rol als ontwerper van het systeem, had een assisterende technische rol terwijl de Departementele directie van de infrastructuur van de Aisne instond voor de opvolging van het project voor het gemeentebestuur alsook voor de financiële en technische opvolging voor het ministerie; deze subsidieerde het project immers voor meer dan 80%.
De werken noodzaakten de afbraak van de oude tramstelplaats en de heraanleg van het viaduct in de omgeving van de drie stations. De aanleg van het spoor en de bouw van het tussenliggende station sprongen het meest in het oog.
Na negen jaar werken werd de mini-metro op 4 februari 1989 in gebruik genomen. In 1990 vervoerde hij 867.700 en in 2004 nog 520.000 reizigers. Hoewel de nostalgie van de oude tram bleef, was de Poma 2000 toch een groot succes. Met een vertrek om de twee en een halve minuut, duurde de rit drie minuten tegenover negen minuten voor de voormalige tram.

### Een technologisch uitstalraam
Omdat Laon de eerste stad was die uitgerust was met een dergelijk systeem, diende ze tegelijk als commercieel uitstalraam. De werf werd frequent bezocht, onder meer door de Franse premier Pierre Mauroy in 1983, zijn opvolger Laurent Fabius in 1986 en de Franse president François Mitterrand in 1985. Ook talrijke buitenlandse delegaties kwamen over de vloer, onder meer uit Brazilië, Italië en Japan. De bouw van de lijn kwam ook aan bod in talrijke publicaties, zowel lokaal, nationaal als internationaal.

### Een onzekere toekomst
De toekomst van de Poma werd begin 2016 onzeker: de overheden (zijnde de stad Laon en de communauté d'agglomération (agglomeratiegemeenschap)) twijfelden om het vervoersysteem in exploitatie te houden gezien de hoge broodnodige investeringskosten. In 2009 werd reeds 9,6 miljoen euro geïnvesteerd in de laatste renovatie en om de Poma 2000 rijdende te houden was 15 miljoen euro extra nodig om onderhoudswerken uit te voeren. Dit cijfer werd in april verminderd tot nog 4 miljoen euro terwijl de ontmanteling van de Poma 2,6 miljoen euro zou kosten. Volgens de burgemeester van Laon had de financiering van de renovatiewerken geleid tot een verhoging van de lokale belastingen met 35%.

### Definitieve stopzetting van de exploitatie
Op 7 juli 2016 besliste de raad van de agglomeratiegemeenschap van Laon tot opheffing. De lijn sloot op 27 augustus 2016. Op de laatste rit om 20.10 uur bevond zich René Dosière, de vroegere burgemeester van Laon die de lijn 26 jaar eerder had ingehuldigd. De tijdens de zomer van 2016 voorziene en vijftien dagen durende inspectie werd geannuleerd gezien er slechts drie weken overbleven tussen de voorziene inspectieperiode en de definitieve sluiting. De opheffing gebeurde in stilte zonder enige festiviteit. De stations Hôtel de Ville en Vaux zouden als eersten ontmanteld worden.

## De lijn
De Poma 2000 was een systeem waarbij de voertuigen voortgetrokken werden door een kabel: de cabines waren aan de kabel vastgehecht door middel van een klem aan de onderkant van het voertuig. Twee kabellussen (één per sectie) draaiden altijd in dezelfde richting en dit met behulp van motoren die zich bevinden in de stations. Het traject van de Poma volgde gedeeltelijk dat van de tandradtram met hergebruik van sommige kunstwerken zoals het viaduct en een tunnel.
De Poma 2000 reed op een enkelspoor, met uitzondering van een wisselplaats in het midden van elke sectie en ter hoogte van de centrale halte (Vaux) die een kruising van de cabines mogelijk maakte. De cabines reden tegen een gemiddelde snelheid van 35 km/h.
Aan elke halte bevonden de cabines zich gelijktijdig in de stations. De klem ontkoppelde zich van de kabel en koppelde zich vervolgens aan de kabel die de cabine naar het volgende station zou brengen.
Het bureau Noordwest van de Service Technique des Remontées Mécaniques et des Transports Guidés (STRMTG) (Technische Dienst van de mechanische liften en het geleid vervoer) verzekerde samen met de diensten van de prefect van de Aisne de controle op de
- veiligheid tijdens de exploitatie van de mini-metro Poma 2000
- periodieke veiligheidsbezoeken van de infrastructuur
- technische en de administratieve instructies van de toelatingen van de prefect om de toekomstige werken te starten en het in bedrijf stellen van het nieuwe systeem.

### Traject
De Poma 2000 bediende drie stations: Gare (station), Vaux en Hôtel de Ville (stadhuis). De drie stations waren in dienst sinds de start van de mini-metro in 1989. Nochtans waren ze van oorsprong veel ouder gezien ze dateerden uit de tijd van het indienstnemen van de tram in 1899.

### Lijst van de stations
De stations zijn weergegeven in de volgorde van hun hoogteligging, van laag naar hoog:

#### Gare

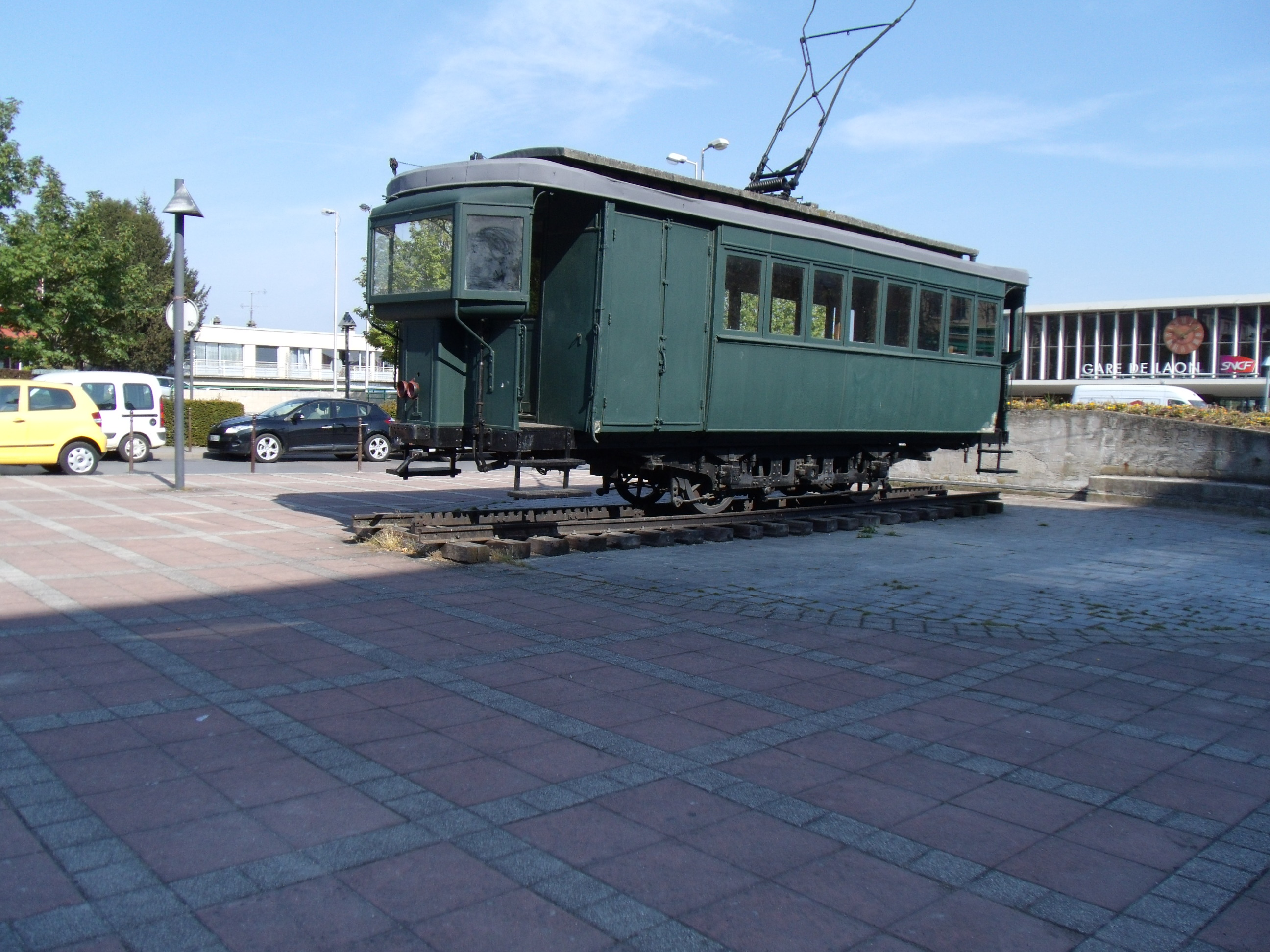
Een oude tram tentoongesteld voor het station van Laon

Dit was de belangrijkste halte van de benedenstad en bediende het 'Forum van de drie stations': het SNCF-spoorwegstation, het autobusstation en het station van de stadsbussen  van Laon. Op die manier stond Poma 2000 in verbinding met diverse steden in Picardië en de ruimere omgeving (TER-lijnen Reims - Laon, Laon - Amiens via Tergnier, Laon - Paris-Nord via Crépy-en-Valois, en Laon - Aulnoye-Aymeries via Hirson).
De toegang tot de Poma 2000-cabine was in dit station mogelijk langs beide zijden.
In de omgeving van het station stond een oude tandradtram tentoongesteld die indertijd de beneden- en bovenstad met elkaar verbond.

#### Vaux
Het tussenliggende station van de mini-metro situeerde zich in de buitenwijk van Vaux, vanwaar zij de bediening verzorgde van de winkelstraat Rue Eugène-Leduc. In tegenstelling tot beide andere stations, bevond het station Vaux zich in de hoogte. De helling tussen de haltes Gare en Vaux bedroeg slechts 2% maar steeg tot 13% tussen Vaux en Hôtel de Ville.
Dit station had ook tot doel om de lijn te splitsen in twee secties en de kruising toe te laten van twee voertuigen. Tussen Gare en Vaux was de lijn enkelsporig en van Vaux tot Hôtel de Ville dubbelsporig.

#### Hôtel de Ville
Het station van de bovenstad mondde uit op het plein van het stadhuis, midden in het Middeleeuwse stadscentrum. Van daar hadden de reizigers toegang tot de oudste en bekendste monumenten van de stad. Een op de Poma 2000 aansluitende pendeldienst bediende het historisch stadscentrum.
Onderweg naar Hôtel de Ville passeerde de mini-metro een tunnel en het viaduct van Laon.

### Werkplaats
De werkplaats bevond zich aan de achterzijde van het station Gare.

## Exploitatie
De exploitatie was in handen van de Compagnie de transports urbains du pays de Laon (CTPL) dat instond voor het stadsvervoer van Laon. De CTPL is een onderdeel van RATP Dev dat een filiaal is van de RATP-groep en van Comag, filiaal van Pomagalski. De Poma 2000 was geïntegreerd in het tariefsysteem van het stadsnet en vrij te gebruiken door de houders van diverse soorten abonnementen.
Tussen januari 1982 en eind december 2004 stond de SAEMTUL in voor de exploitatie van het net van de Syndicat intercommunal des transports urbains de Laon. Van 1 januari 2005 tot 31 december 2015 was de exploitatie in handen van Laon Mobilité en vanaf 1 januari 2016 van de CTPL.

### Rollend materieel
Drie voertuigen waren gelijktijdig in dienst en een vierde stond opzij als reserve. De cabines konden een maximale snelheid van 35 kilometer/uur bereiken en tot 33 reizigers vervoeren. Het totale traject duurde drie en een halve minuut. Het systeem was in dienst van 7 tot 20 uur behalve op zon- en feestdagen (of tijdens evenementen zoals het muziekfeest) en tijdens de eerste week van augustus om het jaarlijks onderhoud te kunnen uitvoeren. Tijdens deze periodes nam een busdienst de bediening van Vaux en het station van Laon over.

### Eigendom, financiering en tarificatie
De infrastructuur en het rollend materieel waren eigendom van de agglomeratiegemeenschap van Laon die in 2014 in de plaats kwam van de voormalige intercommunale vereniging en die de exploitatie toevertrouwde aan de Compagnie de transports urbains du pays de Laon.
In juli 2016 kostte een heen-en-terugbiljet op de Poma 2000 1,20 euro. Daarnaast werden ook de meeste vervoerbewijzen aanvaard die geldig waren op het stadsnet.

### Capaciteit en vervoer
De Poma had een vervoercapaciteit van 900 reizigers per uur. Gemiddeld maakten dagelijks circa 1.500 reizigers gebruik van de mini-metro.

### Defecten
Extreem lage temperaturen veroorzaakten op 7 januari 2009 een defect van de mini-metro. Een eerste onderbreking trad op rond 7 uur om nadien normaal herop te starten en vervolgens opnieuw tot stilstand te komen. Elektronische sensoren zouden niet bestand geweest zijn tegen de lage temperaturen. «Wij zoeken de oorzaak van het defect. Een van de componenten in het station is defect. Wij zijn dus verplicht om elke component te testen teneinde de defecte component te vinden» aldus de uitleg van Thierry Laurent, verantwoordelijk voor het onderhoud. Het vervoerbedrijf Laon Mobilité zette een vervangende pendeldienst in.
Als gevolg van een technisch defect, kwam de Poma 2000 eveneens tot stilstand op 3 februari 2010 tussen 14.30 en 15.30 uur. De procedure voor de evacuatie van de reizigers werd toegepast in uitvoering van de reglementering die een ontruiming voorziet bij een stilstand van meer dan 20 minuten. De brandweer kwam tussen om de reizigers te bevrijden uit de cabine en te begeleiden naar het dichtstbij gelegen station. «Indien de cabine zich tussen twee stations bevindt, zijn wij verplicht beroep te doen op de brandweer», aldus de uitleg van Christian Tison, exploitatiechef van de Poma. «Dit is geen groot maar een vrij courant defect van de elektronische dimmer. Wij hebben geprobeerd om deze te herstarten maar zonder succes». Ook tijdens deze onderbreking nam een buspendel de dienst over.